# Polygonia haroldii
Polygonia haroldii es una especie de mariposa de la familia Nymphalidae.

## Descripción
Las antenas son oscuras, cabeza, tórax y abdomen son de color café, presenta palpos alargados como el tamaño de dos veces su cabeza.  El margen costal de las alas anteriores es ligeramente convexo, el ápice es picudo, margen externo tiene dos picos grandes uno cerca del ápice y otro cerca del torno, estas forman una hendidura, que pareciera que el ala está rota. El color de las alas anteriores es café claro hasta la región postdiscal y se desvanece hacia el ápice, y cambia a tono anaranjado hacia el torno. En la célula discal presenta una franja de color negro y otra en la parte más apical.  La región marginal y submarginal son de color café.  Las alas posteriores  parecen alas rotas. El margen costal es convexo, ápice con hendidura y margen externo con una prolongación de la venas formando una punta. Las alas posteriores son de color en su mayoría anaranjado y en la región basal son de color café-rojizo.  El margen es de color café. Ventralmente ambas alas anteriores y posteriores son de color café en su mayoría con un diseño de madera quebrada. En la célula discal del ala posterior aparece una mancha delgada de color blanco. La cabeza, tórax y abdomen son de color café.  Y las patas son claras.

## Distribución
Es una especie endémica de México; se encuentra en los estados de la Ciudad de México en la delegación Magdalena Contreras, en los Dinamos, desierto de los Leones. En el estado de México en la cascada de los Diamantes, La venta, Amecameca, Popocatépetl, Hidalgo, parque nacional el Chico,  el Tejón, Michoacán en Angangeo. Morelos, Chichinautzin, Tepoztlán, Puebla, la Malinche, San Luis Potosí, Leónsito, la Sierra de Álvarez. Veracruz, Pico de Orizaba, Pocatepelt y Xalapa.

## Hábitat
Se encuentra en bosques de pino-encino.

## Estado de conservación
No está enlistada en la NOM-059, ni tampoco evaluada por la UICN. 